# لیلا وکیلووا
لیلا وکیلووا (ترکی آذربایجانی: Leyla Vəkilova; ۲۹ ژانویهٔ ۱۹۲۷ – ۲۰ فوریهٔ ۱۹۹۹) رقصنده باله، و طراح رقص اهل کشور اتحاد جماهیر شوروی سوسیالیستی و جمهوری آذربایجان بود.

## جوایز:
وی برندهٔ جوایزی همچون نشان لنین و جایزه هنرمند مردمی اتحاد جماهیر شوروی شده‌است.